# سكوت هافنر
سكوت هافنر (بالإنجليزية: Scott Haffner)‏ مواليد 2 فبراير 1966 في تير هوت، هو لاعب كرة سلة أمريكي سابق. بدأ مسيرته الاحترافية في سنة 1989. تم اختياره من قبل فريق ميامي هيت خلال الدرافت. يبلغ طوله 6 قدم 3 بوصة (1.9 م). لعب مع فريق شارلوت هورنتس. اعتزل اللعب في 1992.

## روابط خارجية
- سكوت هافنر على موقع إن بي أي (الإنجليزية)
- سكوت هافنر على موقع سبورتس رفرنس (الإنجليزية)
- سكوت هافنر على موقع كلية كرة السلة في سبورتس رفرنس.كوم (الإنجليزية)
- سكوت هافنر على موقع ريلجم (الإنجليزية)
- سكوت هافنر على موقع بروبوليرز (الإنجليزية)